# 각질층

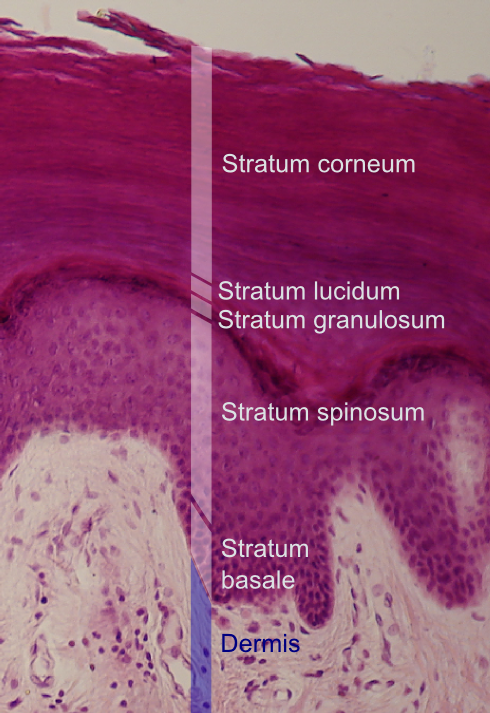
Stratum corneum으로 표기된 것이 각질층이다.

각질층(角質層, stratum corneum)은 피부 최외곽의 단단한 층이며, 이 층에서 단단하게 굳어진 피부를 각질이라고 한다. 죽은 조직으로 구성되어 있으며, 감염, 탈수, 화학 물질 및 기계적 스트레스로부터 밑에 있는 조직을 보호한다. 핵과 세포 소기관이 없는 15~20층의 편평한 세포로 구성된다.
그 특성 중에는 기계적 전단, 충격 저항, 물 흐름 및 수화 조절, 미생물 증식 및 침입 조절, 사이토카인 활성화 및 수지상 세포 활동을 통한 염증 시작, 독소, 자극제 및 알레르겐을 배제하는 선택적 투과성이 있다. 세포의 세포질에는 사상성 케라틴이 보인다. 이 각질세포는 세라마이드, 콜레스테롤, 지방산으로 구성된 지질 매트릭스에 내장되어 있다.
박리는 각질층 표면에서 세포가 떨어져나가는 과정으로, 기저층에서 형성되는 증식하는 각질세포의 균형을 유지한다. 이 세포는 표피를 통해 표면으로 이동하는데 약 14일이 소요된다.